# Барон Уайз
Барон Уайз из Кингс Линна в графстве Норфолк — наследственный титул в системе Пэрства Соединённого королевства. Он был создан 24 декабря 1951 года для лейбористского политика Фредерика Уайза (1887—1968). Ранее он представлял Кингс Линн в Палате общин Великобритании (1945—1951). По состоянию на 2024 год носителем титула являлся его внук, Кристофер Джон Клейтон Уайз, 3-й барон Уайз (род. 1949), который наследовал своему отцу в том же 2012 году.

## Бароны Уайз (1951)
- 1951—1968: Фредерик Джон Уайз, 1-й барон Уайз (10 апреля 1887 — 20 ноября 1968);
- 1968—2012: Джон Клейтон Уайз, 2-й барон Уайз (11 июня 1923 — 29 октября 2012), сын предыдущего;
- 2012 — настоящее время: Кристофер Джон Клейтон Уайз, 3-й барон Уайз (род. 19 марта 1949), старший сын предыдущего;
  - Наследник титула: достопочтенный Мартин Хайфилд Уайз (род. 1950), младший брат предыдущего.